# Casciana Terme Lari
Casciana Terme Lari è un comune italiano sparso di 12 179 abitanti della provincia di Pisa in Toscana.
La sede comunale è situata nella frazione di Lari.

## Geografia fisica

### Territorio
- Classificazione sismica: zona 2 (sismicità medio-alta), Ordinanza PCM 3274 del 20/03/2003

### Clima
- Classificazione climatica: zona D, 1754 GG
- Diffusività atmosferica: bassa, Ibimet CNR 2002
- Dati:https://www.sir.toscana.it/

| Casciana Terme Lari | Gen  | Feb  | Mar  | Apr  | Mag  | Giu  | Lug  | Ago  | Set  | Ott  | Nov  | Dic  |
| ------------------- | ---- | ---- | ---- | ---- | ---- | ---- | ---- | ---- | ---- | ---- | ---- | ---- |
| T. max. media (°C)  | 10,2 | 11,1 | 14,0 | 17,8 | 22,3 | 26,5 | 30,1 | 30,2 | 26,7 | 21,2 | 15,3 | 11,0 |
| T. min. media (°C)  | 4,4  | 5,0  | 7,3  | 10,2 | 13,5 | 16,6 | 19,3 | 19,3 | 16,4 | 12,6 | 8,6  | 5,4  |

## Storia
È stato istituito il 1º gennaio 2014 dalla riunione dei territori che nel 1927 erano stati staccati dal Comune di Lari per creare il comune di Bagni di Casciana: Bagni Casciana, Sant'Ermo, Collemontanino, Ceppato, Parlascio.

### Simboli
Lo stemma, il gonfalone e la bandiera del comune di Casciana Terme Lari sono stati concessi con decreto del presidente della Repubblica del 15 gennaio 2018.
Il gonfalone è un drappo bianco.
La bandiera è un drappo di bianco, caricato dello stemma sopra descritto.

## Monumenti e luoghi d'interesse

### Architetture religiose

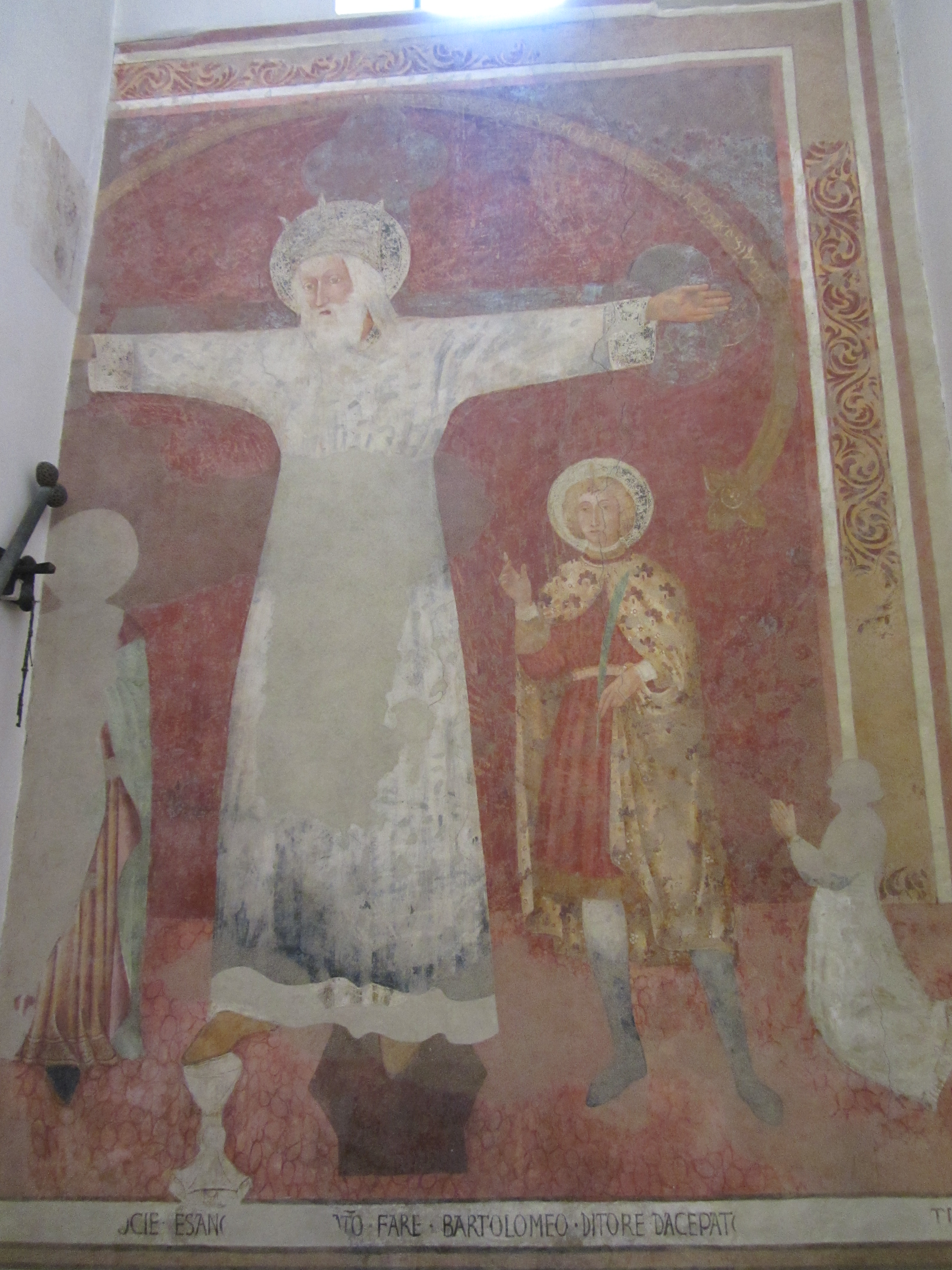
Affresco del Volto Santo di Lucca nel presbiterio della chiesa parrocchiale di Parlascio.

#### Chiese parrocchiali
- Propositura di San Leonardo e di Santa Maria Assunta a Lari
- Chiesa di San Niccolò a Casciana Alta
- Chiesa di Santa Maria Assunta a Casciana Terme
- Chiesa dei Santi Pietro e Paolo a Cevoli
- Chiesa di San Lorenzo Martire a Collemontanino
- Chiesa di San Martino a Lavaiano
- Chiesa dei Santi Quirico e Giulitta a Parlascio
- Chiesa di Santa Lucia a Perignano
- Chiesa di Sant'Ermo a Sant'Ermo
- Chiesa di San Lorenzo Martire a Usigliano

#### Chiese minori
- Chiesa di San Martino in Petraia a Casciana Terme
- Chiesa di San Rocco a Ceppato
- Chiesa di Sant'Anna a Cevoli
- Chiesa di San Martin del Colle, tra Collemontanino e Casciana Terme
- Chiesa del Santissimo Sacramento e della Misericordia a Lari
- Chiesa di San Lorenzo a San Ruffino
- Santuario della Madonna de' Monti a Sant'Ermo
- Chiesa di San Rocco a Usigliano
- Chiesa della Sacra Famiglia, in località Boschi di Lari
- Chiesa di San Frediano Vescovo, in località Cave di San Frediano
- Chiesa di Cristo Re, in località Quattro Strade di Perignano

#### Oratori
- Oratorio della Madonna della Cava a Casciana Alta
- Oratorio di San Nicola in Sessana, presso Casciana Alta
- Oratorio della Madonna dei Sette Dolori a Casciana Terme
- Oratorio di Santa Lucia a Perignano
- Oratorio della Madonna del Carmine a Lari
- Oratorio della Madonna della Neve a Lari

#### Cappelle
- Cappella Curini Galletti a Lari
- Cappella dei Santi Anna e Nicola a Lari
- Cappella dei Vicari a Lari
- Chiesetta Franciosi a Ceppato
- Chiesetta di Fichino

### Architetture civili
- Logge del Mercato
- Palazzo Comunale
- Ex palazzo della Cancelleria
- Ex palazzo Comunale
- Acquedotto comunale
- Mulini dell'Ecina
- Palazzo della Comunità di Cevoli

### Architetture militari

#### Castelli
- Castello dei Vicari
- Castello di Gello Mattaccino
- Castello di Parlascio
- Rocca di Montanino

#### Cinte murarie
- Mura di Lari

## Società

### Evoluzione demografica
Abitanti censiti

### Etnie e minoranze straniere
Secondo i dati ISTAT al 31 dicembre 2018 la popolazione straniera residente era di 887 persone.
Le nazionalità maggiormente rappresentate in base alla loro percentuale sul totale della popolazione residente erano:
- Albania 241 1,96%
- Marocco 177 1,44%
- Romania 131 1,06%

## Cultura

### Istruzione

#### Archivi e biblioteche
- Archivio comunale di Lari
- Archivio parrocchiale di Lari
- Archivio parrocchiale di Perignano
- Archivio parrocchiale di Cevoli
- Archivio parrocchiale di Casciana Alta
- Archivio parrocchiale di Usigliano
- Archivio parrocchiale di Lavaiano
- Biblioteca comunale di Casciana Terme
- Biblioteca comunale di Lari

#### Musei
- Museo "F. Baldinucci" e Castello dei Vicari
- Museo delle attività agricole a Usigliano[9].
- Mostra archeologica Etruschi a Parlascio di Casciana Terme

#### Teatri
- Teatro Comunale di Lari
- Teatro Verdi di Casciana Terme
- Teatro Rossini di Casciana Alta

## Geografia antropica

### Frazioni
Nel territorio comunale di Casciana Terme Lari si contano dodici frazioni:
- Casciana Alta (200 m s.l.m., 498 ab.)
- Casciana Terme (125 m s.l.m., 2 479 ab.)
- Ceppato (230 m s.l.m., 104 ab.)
- Cevoli (85 m s.l.m., 274 ab.)
- Collemontanino (270 m s.l.m., 311 ab.)
- Lari (sede comunale, 130 m s.l.m., 1 033 ab.)
- Lavaiano (14 m s.l.m., 590 ab.)
- Parlascio (280 m s.l.m., 149 ab.)
- Perignano (25 m s.l.m., 3 263 ab.)
- Sant'Ermo (180 m s.l.m., 114 ab.)
- San Ruffino (90 m s.l.m., 72 ab.)
- Usigliano (150 m s.l.m., 204 ab.)

### Altre località del territorio
Inoltre sono da segnalare le numerose località rurali che popolano il territorio: Aiale, Boschi di Lari, Capannile, Casine di Perignano, Casini di Bosco, Colle, Croce, Fichino, Gello Mattaccino, Gramugnana, I Visconti, La Muraiola, La Capannina, La Turchia, Le Cave, Le Selve, Orceto, Quattro Strade, Querceto, Ripoli, Sammuro, San Frediano, San Martino in Colle, Spinelli, Tartaglia, Tre Vie.

## Amministrazione

| Periodo         | Periodo        | Primo cittadino       | Partito         | Carica      | Note   |
| --------------- | -------------- | --------------------- | --------------- | ----------- | ------ |
| 1º gennaio 2014 | 26 maggio 2014 | Valerio Massimo Romeo | –               | Comm. pref. | [ 10 ] |
| 26 maggio 2014  | 10 giugno 2024 | Mirko Terreni         | Centro-sinistra | Sindaco     | [ 10 ] |
| 10 giugno 2024  | in carica      | Paolo Mori            | Lista civica    | Sindaco     |        |